# Paulo Marcos de Jesus Ribeiro
Paulo Marcos de Jesus Ribeiro, genannt Paulão, (* 25. Februar 1986 in Salvador da Bahia) ist ein brasilianischer Fußballspieler.

## Karriere
In seiner ersten Saison als Erstligaspieler 2009 spielte er nur ein einziges Mal. In der darauffolgenden Saison wechselte er zu Grêmio FBPA nach Porto Alegre, war aber auch hier nur Reservespieler. Zur Saison 2011 ging Paulão dann nach China, hier kam er zu häufigeren Einsätzen und konnte die ersten Erfolge feiern.
2013 wurde der Spieler dann wieder nach Brasilien an Cruzeiro EC ausgeliehen. Bei Cruzeiro war er wieder Reservist und kam beim Gewinn der brasilianischen Meisterschaft in dem Jahr nur zu zwei Einsätzen. Zur Saison 2014 wechselte Paulão dann zum SC International nach Porto Alegre. Ab der Saison 2017 wurde er an andere Klubs ausgeliehen. Im August 2018 kam er zu América Mineiro. Den Klub verließ Paulão Anfang Oktober 2019 noch im während der Austragung der Série B. Er ging auf Leihbasis in die Série A zum Fortaleza EC.
Im Januar 2020 wurde Paulão fest von Fortaleza übernommen. Mit dem Klub gewann er am 21. Oktober die Staatsmeisterschaft von Ceará 2020 gegen den Ceará SC. In dem Wettbewerb bestritt er sieben Spiele (ein Tor). Außerdem lief er in der Saison in 42 weiteren Spielen auf, zwei Copa Sudamericana 2020 (kein Tor), 31 Série A 2020 (zwei Tore), zwei im Copa do Brasil 2020 (kein Tor) und sieben im Copa do Nordeste (drei Tore). Im Dezember wurde sein Vertrag bis zum Ende der Série A 2020 im Februar 2021 verlängert. Hier hatte sich der Austragungszeitraum wegen der COVID-19-Pandemie verschoben. Nachdem Paulão sich mit Fortaleza nicht auf eine weitere Verlängerung einigen konnte, wechselte er im März 2021 zum Cuiabá EC. Cuiabá hatte in der Série B 2020 den vierten Tabellenplatz und damit erstmals den Aufstieg in die Série A. Er blieb bei Cuiabá bis zum Ende der Série A 2022.
Für die Austragungen der Spiele um die Staatsmeisterschaften 2023 erhielt Paulão von keinem Klub ein Angebot. Erst für die Série C kam er beim Paysandu SC unter. Im August 2023 musste er am Knie operiert werden. Es wurde eine Ausfallzeit neun Monaten kalkuliert.

## Erfolge
ASA
- Staatsmeisterschaft von Alagoas: 2009

Guangzhou Evergrande
- Chinese Super League: 2011, 2012
- Chinesischer Fußballpokal: 2012
- Chinese FA Super Cup: 2012

Cruzeiro
- Campeonato Brasileiro de Futebol: 2013

Internacional
- Staatsmeisterschaft von Rio Grande do Sul: 2014, 2015, 2016
- Recopa Gaúcha: 2016

Fortaleza
- Staatsmeisterschaft von Ceará: 2020

Cuiabá
- Staatsmeisterschaft von Mato Grosso: 2021, 2022